# Зеленько Анатолій Степанович
Анато́лій Степа́нович Зеленько́ (нар. 16 червня 1935, Ніжин) — український мовознавець, професор (1994), доктор філологічних наук (1992).

## Життєпис
Закінчив 1957 Ніжинський педагогічний інститут.
Працював в Івано-Франківському педагогічному інституті (1957—1972).
З 1972 року — у Луганському педагогічному інституті (нині ЛНУ імені Т. Шевченка): старший викладач, з 1993 року — завідувач кафедри української філології та загального мовознавства.

## Наукова діяльність

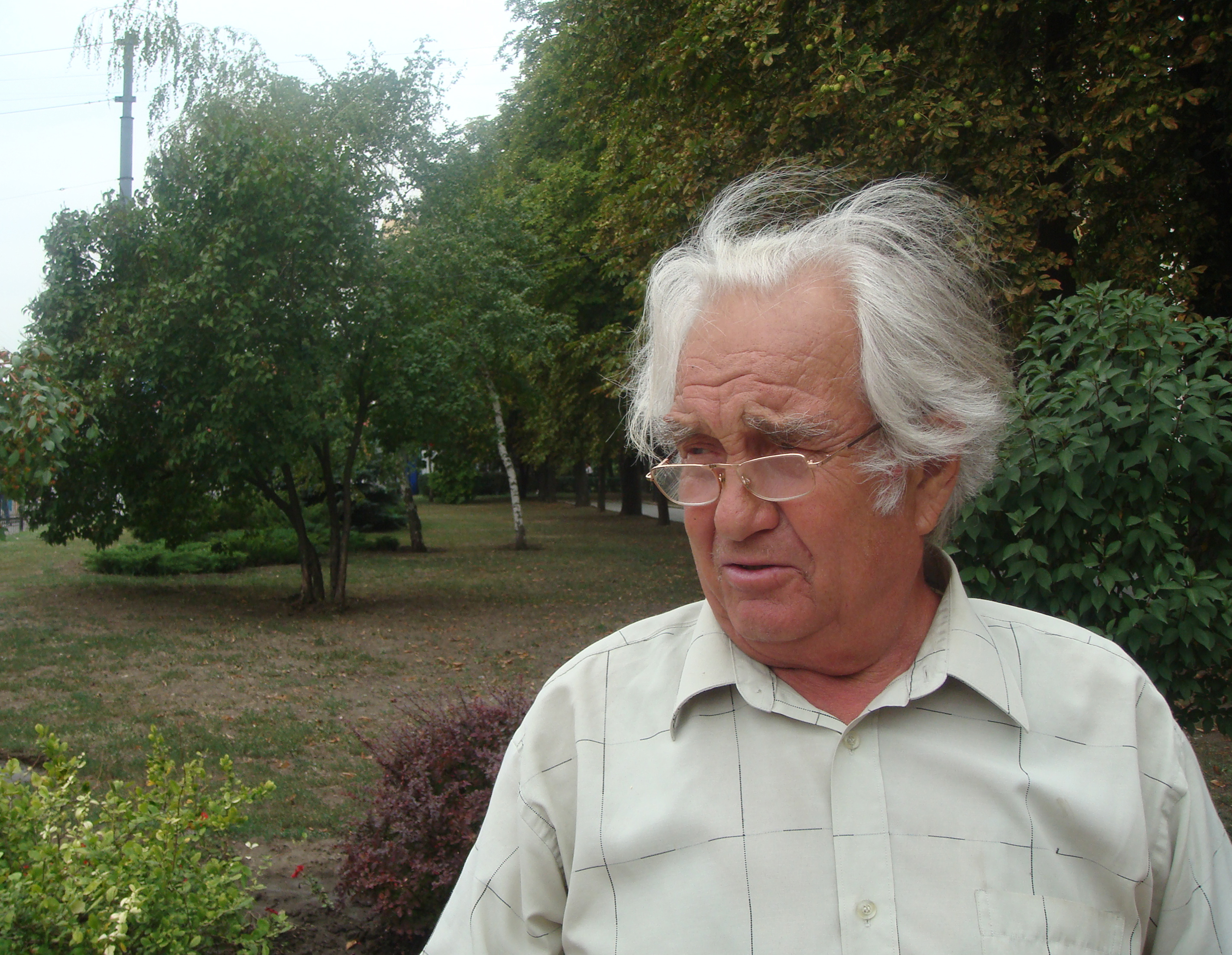
проф. Анатолій Зеленько

Досліджує діалектну лексику, її зв'язки з традиційною культурою, ментальністю. 
Автор кількох монографій,зокрема:
- «До питання про становлення структурної семасіології», 1992;
- «Проблеми семасіології: від класичної описової через структурну до лінгвістичного детермінізму», 2001;

- «Загальне мовознавство. Історія лінгвістичних вчень. Аспекти, методи, прийоми та процедури вивчення мови», посібник (2002).

- «Основи лексикології під кутом зору лінгвістичного детермінізму», 2003).

Автор понад 120 опублікованих статей з історії мовознавства, лексикографії, лінгвостилістики.
Написав ряд посібників для університетів з теорії, методології мовознавства, лексикології, діалектології.
Співавтор «Короткого словника підприємця» (1998), 
уклав «Українську енциклопедію юного філолога (мовознавця)» (2000).

## Визнання
Відмінник освіти України (1999). 
Заслужений працівник освіти України (2004).